# 507 v. Chr.
Portal Geschichte | Portal Biografien | Aktuelle Ereignisse | Jahreskalender | Tagesartikel

◄ |
7. Jahrhundert v. Chr. |
6. Jahrhundert v. Chr. |
5. Jahrhundert v. Chr. |
►

◄ | 520er v. Chr. | 510er v. Chr. | 500er v. Chr. | 490er v. Chr. |
480er v. Chr. |
►

◄◄ | ◄ | 510 v. Chr. | 509 v. Chr. | 508 v. Chr. | 507 v. Chr. |
506 v. Chr. |
505 v. Chr. |
504 v. Chr. |
► |
►►

## Ereignisse
- Publius Valerius Poplicola zum dritten und Marcus Horatius Pulvillus zum zweiten Mal sind der Überlieferung nach Konsuln der Römischen Republik.

Politische Ordnung Athens nach Kleisthenes

- um 507 v. Chr.: Nach dem Abzug des spartanischen Heeres unter Kleomenes I. und des Archons Isagoras aus Athen und der Rückkehr der 700 von ihm vertriebenen Familien sucht eine Delegation der Athener den Satrapen von Sardes Artaphernes auf und die Athener gehen ein kurzfristiges Bündnis mit den Persern ein. Die im Vorjahr begonnenen Reformen des Kleisthenes werden fortgeführt. Alkmaion wird im Sommer zum Archon eponymos gewählt.
- Um 508/507 wird zwischen Rom und Karthago der erste karthagisch-römische Vertrag über die Einflusssphären der beiden aufstrebenden Mittelmeermächte geschlossen. Das Interesse Karthagos gilt hierbei vorwiegend einer genauen Regelung des Handelsverkehrs und der Schifffahrt an der nordafrikanischen Küste. Dagegen zielt Rom auf die Anerkennung seiner Expansion in Latium ab.